# Кутлуг-Тимур (беклярбек)
Кутлуг-Тимур (*д/н — 1335/1336) — державний та військовий діяч Золотої Орди.

## Життєпис
Походження достеменно не відоме. Син Наджм ад-Даули-адіна, що мав якісь володіння в Хорезм чи Мангишлаку. Ймовірно брав участь у війнах на боці хана Баяна. 1313 року допоміг Узбеку захопити владу в Золотій Орді, власноруч вбивши еміра Кадака. Після цього призначений беклярбеком та улусбеком Хорезму (за іншими відомостями останнє призначення відбулося 1314/1315 року).
У листопаді-грудні 1315 року до Хорезму з 1500 вояками вдерся Баба-оглана (нащадка Шибана), що підтримувався ільханом Олджейту. Кутлуг-Тимур з 15 тис. вояків виступив проти супротивника, але частина військ дезертувало, а частина перейшла на бік Баба-огула. Це дозволило останнього взяти в облогу Ургенч, де отаборився Кутлуг-Тимур. Було втрачено міста Замахшар, Гарбін, Хазарзамін, Кермарун, Шавкан. Після відступу Баба-огула займався відновленням улусу. У написі на мінареті мечеті в Урчегнчі, побудованому при Кутлуг-Тимурі, міститься титулювався як «малік могутній, охоронець правителів арабів і неарабів, блиск земного світу та віри, велич ісламу та мусульман».
1316 року виступив проти втручання Узбека у внутрішні справи Держави Хулагуїдів. 1317 року брав активну участь у дипломатичним відносинах з Мамлюкським султанатом в Єгипті. Взимку 1318/1319 року разом з Ісою Куркузом брав участь у вторгненні до Аррану на Кавказі, але не досяг успіху. У 1320/1321 року з Хорезму намагався захопити Хорасан, але небувалі снігові хуртовини завадили цьому.
У 1321/1322 році втратив посаду беклярбека (її надано було Ісі Куркузу). Втім вже у 1323/1324 році повернув собі цю посаду. 1335 року вітав в Ургенчі мандрівника і посланця Ібн Баттуту. Помер 1335/1336 року.